# Kuklov
Kuklov (in ungherese Kukló, in tedesco Kuchelhof o Kuglhof) è un comune della Slovacchia facente parte del distretto di Senica, nella regione di Trnava.
Diede i natali a Juraj Papánek (1738-1802), ritenuto il primo storico slovacco.